# 克勒莫
克勒莫（法語：Cremeaux，法語發音：[kʁəmo]）是法国卢瓦尔省的一个市镇，属于罗阿讷区。

## 地理
克勒莫（45°54'28"N, 3°55'42"E）面积33.32 平方千米，位于法国奥弗涅-罗讷-阿尔卑斯大区卢瓦尔省，该省份为法国中南部省份，北起顺时针与索恩-卢瓦尔省、罗讷省、伊泽尔省、阿尔代什省、上盧瓦爾省、多姆山省和阿列省接壤。
与克勒莫接壤的市镇（或旧市镇、城区）包括：舍里耶、比利、瑞雷、吕雷、圣让-卢瓦尔河畔圣莫里斯、圣瑞斯特昂舍瓦莱、圣波尔格、苏泰尔农。

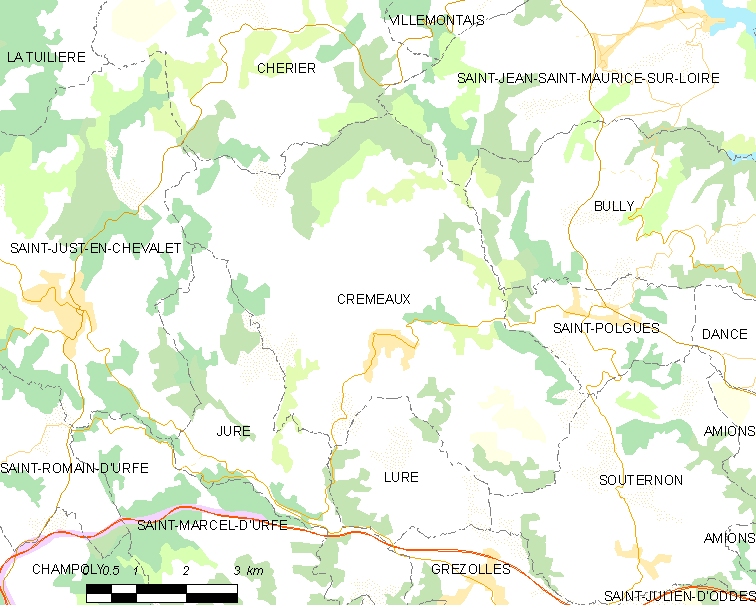
克勒莫的OSM定位图

克勒莫的时区为UTC+01:00、UTC+02:00（夏令时）。

## 行政
克勒莫的邮政编码为42260，INSEE市镇编码为42076。

## 政治
克勒莫所属的省级选区为勒奈松县。

## 人口

1962-2008年间克勒莫人口变化图示

克勒莫于2022年1月1日时的人口数量为913人。